# 美談
| ウィキペディアには「美談」という見出しの百科事典記事はありません（タイトルに「美談」を含むページの一覧/「美談」で始まるページの一覧）。 代わりにウィクショナリーのページ「美談」が役に立つかもしれません。 |